# قصر الأبلق
قصر الأبلق بناه السلطان الناصر محمد بن قلاوون عام 1314 ميلادية علي الجانب الغربي لمنحدر جبل القلعة. يعد القصر تحفة معمارية إسلامية ومن أعظم أبنية عصره فجمع له مهرة الصناع في البناء والزخرفة وكانت واجهة مكونة من أشرطة عرضية متوازية من الأحجار ذات اللونين الأسود والأصفر علي التوالي.

## الوصف
تقع بقايا هذا القصر في المكان المحصور بين مسجد محمد علي وقصر الجوهرة علي الجانب الغربي لمنحدر جبل القلعة ويتكون من ثلاثة مستويات المستوي العلوي المكشوف يمكن رؤيته عبر الوقوف عند سور القلعة أمام مسجد محمد علي في الجهة الغربية والنظر إلى أسفل المنطقة.. ويتم الوصول إليه عن طريق سلم وينقسم هذا المستوي إلي جزأين مختلفين في المنسوب بينهما سور ويوجد انهيار في جزء من أرضية هذا المستوي كما توجد بعض الحوائط المبنية حديثا. أما المستوي الأوسط للقصر فيوصل إليه عبر سلم حلزوني مثل آخر مدخلين للقصر ويوجد الآخر بجوار قصر الجوهرة ويقع معظمه أسفل مسجد محمد علي ويتكون الجزء السفلي من جزأين.